# Christian Jacq
Christian Jacq, född i Paris 1947, är en fransk författare och egyptolog. Han har skrivit ett antal romaner och noveller om forna Egypten, bland annat fem böcker om Ramses II som han är en stor beundrare av.